# Abtretung (Schweiz)
Abtretung (auch Zession vom lateinischen cessio) ist im schweizerischen Zivilrecht nach der Legaldefinition in Art. 164 Abs. 1 OR die Übertragung einer Forderung von dem übertragenden Gläubiger (Zedent) auf einen empfangenden Gläubiger (Zessionar), der dann neuer Gläubiger wird. Die Abtretung erfolgt durch einen  schriftlichen Vertrag zwischen Zedent und Zessionar.
- Die ohne Mitwirkung des Schuldners erfolgende vertragliche Übertragung einer Forderung von einem Gläubiger (Zedent) auf einen neuen Gläubiger (Zessionar); Art. 164 Abs. 1 OR. Eine Zession besteht aus dem Verpflichtungsvertrag und dem Verfügungsvertrag. Das Verpflichtungsgeschäft (pactum de cedendo) ist formfrei abschliessbar, ausser das Grundgeschäft unterliegt gesetzlichen Formvorschriften (bspw. Schenkungsversprechen), und braucht keine Einwilligung des betroffenen Schuldners. Das Verfügungsgeschäft hingegen hängt von der Verfügungsmacht des Zedenten, der Einhaltung der Formvorschriften (Schriftlichkeit), Abtretbarkeit der Forderungen sowie der Bestimmbarkeit der Forderungen ab.[1] Die Zession ist abstrakt, das heisst das Verfügungsgeschäft ist vom Verpflichtungsgeschäft unabhängig. Dagegen ist die Überweisung des Papiereigentums kausal, das heisst die Übertragung setzt ein mängelfreies Verpflichtungsgeschäft voraus.[2]

- Der Teil eines versicherten Risikos, den der Erstversicherer an den Rückversicherer abgibt.[2]

- Im schweizerischen Konkursrecht besteht nach Art. 260 SchKG eine Abtretung von Rechtsansprüchen. Dadurch erhält der Abtretungsgläubiger lediglich das Prozessführungsrecht.[3] Die im Sinne von Art. 260 SchKG abzutretenden Ansprüche müssen zur Konkursmasse gehören.[4] Die „Zession“ nach Art. 260 SchKG ist aber keine Zession im Sinne von Art. 164 ff. OR.

- Stille Zession: Dem Schuldner wird die Abtretung nicht mitgeteilt. Still zediert wird oft, wenn die neue Gläubigerin eine Bank ist.[2]

- Lohnzessionen sind gemäss Art. 325 Abs. 2 OR nichtig.